# Marata (les Franqueses del Vallès)
Marata és un poble del municipi de les Franqueses del Vallès (Vallès Oriental) travessat per la riera Carbonell. El 2022 tenia 177 habitants disseminats.

## Història
El nom de Marata deriva del nom original de Meserata, un indret esmentat el 895 en un document de venda d'unes propietats al terme del palau de Meserata, i del vilar Richilas, al territori anomenat Vallese, una denominació que denota que el comtat de Barcelona no s'havia estès encara fins al territori de l'actual Vallès. Aquest indret ha estat identificat amb Can Rovira de Villar, a l'actual poble veí de Llerona.
L'església parroquial de Santa Coloma, d'estil romànic, apareix per primer cop documentada al cartulari de Sant Cugat a partir del 1002, apareixent també l'any 1089 al Libri Antiquitatum" del Bisbat de Barcelona

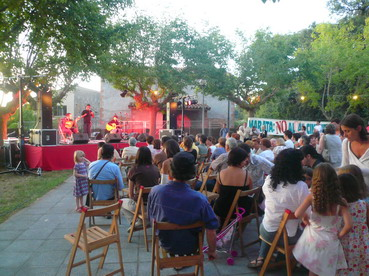
Concert a la plaça de Marata per la festa major del 2009

## Elements patrimonials
Marata és un disseminat amb diverses masies i edificis d'origen medieval amb protecció patrimonial.
Informació actualitzada per un bot. Els canvis manuals es perdran quan s'actualitzi!
| imatge | Nom                      | Ubicat a | instància de                 | Elevació s.n.m. en m | estat de conservació | coordenades                                              | Protecció                                            | Commons (més fotos)                         | Dades a WD                    |
| ------ | ------------------------ | -------- | ---------------------------- | -------------------- | -------------------- | -------------------------------------------------------- | ---------------------------------------------------- | ------------------------------------------- | ----------------------------- |
|        | Can Ramis                | Marata   | masia                        |                      |                      | 41° 39′ 01″ N, 2° 19′ 15″ E / 41.65021°N,2.3208°E        | bé integrant del patrimoni cultural català           | Can Ramis (les Franqueses del Vallès)       | Modifica les dades a Wikidata |
|        | Escola pública de Marata | Marata   | edifici                      |                      |                      | 41° 38′ 44″ N, 2° 19′ 22″ E / 41.64551°N,2.32268°E       | bé integrant del patrimoni cultural català           | Escola pública de Marata                    | Modifica les dades a Wikidata |
|        | Santa Coloma de Marata   | Marata   | església església parroquial |                      |                      | 41° 38′ 47″ N, 2° 19′ 21″ E / 41.64646°N,2.32237°E       | bé integrant del patrimoni cultural català           | Santa Coloma de Marata                      | Modifica les dades a Wikidata |
|        | Torre Nova               | Marata   | masia                        |                      |                      | 41° 38′ 54″ N, 2° 19′ 25″ E / 41.64822°N,2.32361°E       | bé integrant del patrimoni cultural català           | Torre Nova (les Franqueses del Vallès)      | Modifica les dades a Wikidata |
|        | Torre de Marata          | Marata   | masia casa forta             |                      |                      | 41° 38′ 47″ N, 2° 19′ 23″ E / 41.646379°N,2.323189°E     | bé d'interès cultural bé cultural d'interès nacional | Torre de Marata (les Franqueses del Vallès) | Modifica les dades a Wikidata |
|        | Torre de Seva            | Marata   | masia casa forta             |                      |                      | 41° 38′ 47″ N, 2° 18′ 59″ E / 41.64638889°N,2.31630556°E | bé d'interès cultural bé cultural d'interès nacional | Torre de Seva                               | Modifica les dades a Wikidata |